# Odinofagia
In campo medico, con il termine odinofagia (dal greco οδύνη odúnē = dolore e φαγος fagia = mangiare) si intende una sensazione dolorosa durante la deglutizione. Non sempre è accompagnata da disfagia.

## Sintomatologia
Fra i sintomi e i segni clinici ritroviamo forte dolore e di grave bruciore.

## Eziologia
Le cause sono di diversa natura. Nella maggioranza dei casi è dovuta a un'irritazione della mucosa oppure a un disturbo dei muscoli regolatori dell'esofago. Meno di frequente è causata dalla presenza di una massa tumorale o acalasia. Sono stati riscontrati casi anche di tonsillite gigante che hanno provocato tale disturbo. Può presentarsi anche in caso di arterite di Horton.